# Виолета Георгиева
Виолета Георгиева е една от Сестри Георгиеви, изпълнителки на неделинския двуглас.
Родена е в Неделино на 13 януари 1964 г. През 1983 г. завършва Средното музикално училище в село Широка лъка, а през 1988 г. – Академията за музикално и танцово изкуство в Пловдив.
Георгиева е изпълнителка в ансамбъл „Тракия“ в периода 1983-1984 г. През 1988 г., заедно със сестрите си Роза, Радостинка и Надежда, записва за първи път „неделински двуглас“ на дългосвиреща плоча. Оттогава до 1996 г. Виолета е солистка в Академичния хор при Академията за музикални и танцови изкуства в Пловдив.
През 2005 г. издава първия си самостоятелен албум „Заслушай Родопа“.
Понастоящем е омъжена с дете.